# Saint-Offenge-Dessus
Saint-Offenge-Dessus foi uma comuna francesa na região administrativa de Auvérnia-Ródano-Alpes, no departamento de Saboia. Estendia-se por uma área de 7,71 km². Em 2010 a comuna tinha 274 habitantes (densidade: 35,5 hab./km²).
Em 1 de janeiro de 2015, foi incorporada à nova comuna de Saint-Offenge.